# Camille Gottlieb
Camille Marie Kelly Gottlieb (Monte Carlo, 15 de julho de 1998) é a filha da princesa Stéphanie de Mônaco e de Jean Raymond Gottlieb, um ex-guarda-costas de sua mãe. Como sua mãe e seu pai jamais se casaram, ela não tem direitos na linha de sucessão ao trono monegasco.  
Camille é uma neta da famosa Grace Kelly, Princesa Consorte de Mônaco e o príncipe reinante Rainier III, Príncipe de Mônaco, tendo laços de sangue direto com a Casa de Grimaldi. Através de sua mãe, ela é uma sobrinha do atual príncipe reinante Alberto II de Mônaco. 
Ela tem dois meio-irmãos mais velhos, Louis e Pauline, frutos do relacionamento de Stéphanie com Daniel Ducruet, e dois irmãos mais novos por parte de pai. 
Inicialmente pensava-se que seu pai não havia assumido sua paternidade, mas na sua página no Instagram oficial, Pauline posa com ele para fotos e o chama de "pai".

## Vida pessoal e interesses
Apesar de não estar na linha de sucessão ao trono monegasco, Camille é presença constante nos eventos da família principesca monegasca, como o Dia Nacional ou o Festival do Circo de Montecarlo.
Ela é defensora da causa animal e chegou a declarar numa entrevista que deixaria alguns luxos do cotidiano em favor do bem-estar animal. Nesta mesma entrevista ela revelou também que estuda Comunicação em Nice na França, gosta de comer massa e que é fluente em francês, italiano e inglês.